# بلنون
بُلْنُون (الاسم العلمي Balaninus)، جنس خنافس صغيرة القد من السوسيات. أنواعه عديدة تتميز باخطامها الدقيقة المستطيلة.